# Polyscias coriacea
Polyscias coriacea är en araliaväxtart som beskrevs av Wessel Marais. Polyscias coriacea ingår i släktet Polyscias och familjen Araliaceae. Inga underarter finns listade.